# Spoorlijn Lesparre - Saint-Symphorien
De spoorlijn Lesparre - Saint-Symphorien was een Franse spoorlijn van Lesparre-Médoc naar Saint-Symphorien. De lijn was 140,7 km lang en daarmee een van de langste lokaalspoorlijnen van Frankrijk.

## Geschiedenis
De lijn werd in gedeeltes geopend door de Société générale des chemins de fer économiques, tussen Arès en Facture op 6 januari 1884, tussen Facture en Saint-Symphorien op 17 maart 1884 en tussen Lesparre en Arès op 20 oktober 1884.
Personenvervoer werd geleidelijk opgeheven, tussen Lesparre en Lacanau-Ville op 26 maart 1952, tussen Lacanau-Ville en Arès op 17 mei 1952, tussen Facture en Saint-Symphorien op 2 oktober 1955 en tussen Arès en Facture op 18 september 1971. Goederenvervoer tussen Lesparre en Naujac-Saint-Isidore was er tot 16 augustus 1954, tussen Naujac-Saint-Isidore en Facture tot 31 juli 1971 en tussen Facture en Saint-Symphorien tot 31 november 1978.

## Aansluitingen
In de volgende plaatsen is of was er een aansluiting op de volgende spoorlijnen:
Lesparre
RFN 584 000, spoorlijn tussen Ravezies en Pointe-de-Grave
Lacanau-ville
lijn tussen Bruges en Lacanau-Océan
Facture-Biganos
RFN 655 000, spoorlijn tussen Bordeaux-Saint-Jean en Irun
Hostens
lijn tussen Hostens en Beautiran
Saint-Symphorien
lijn tussen Le Nizan en Luxey

## Galerij

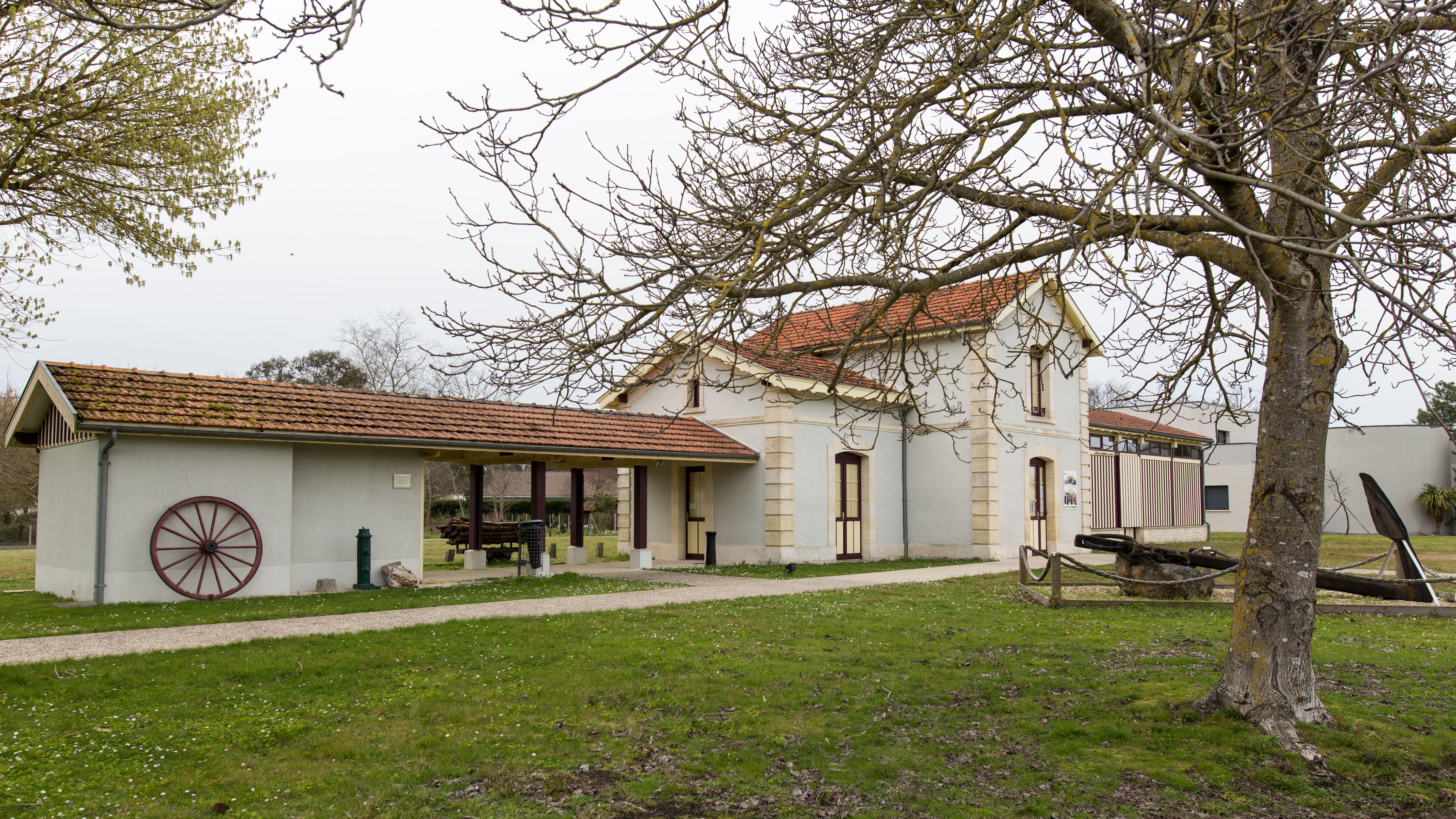
Voormalig station Hourtin.
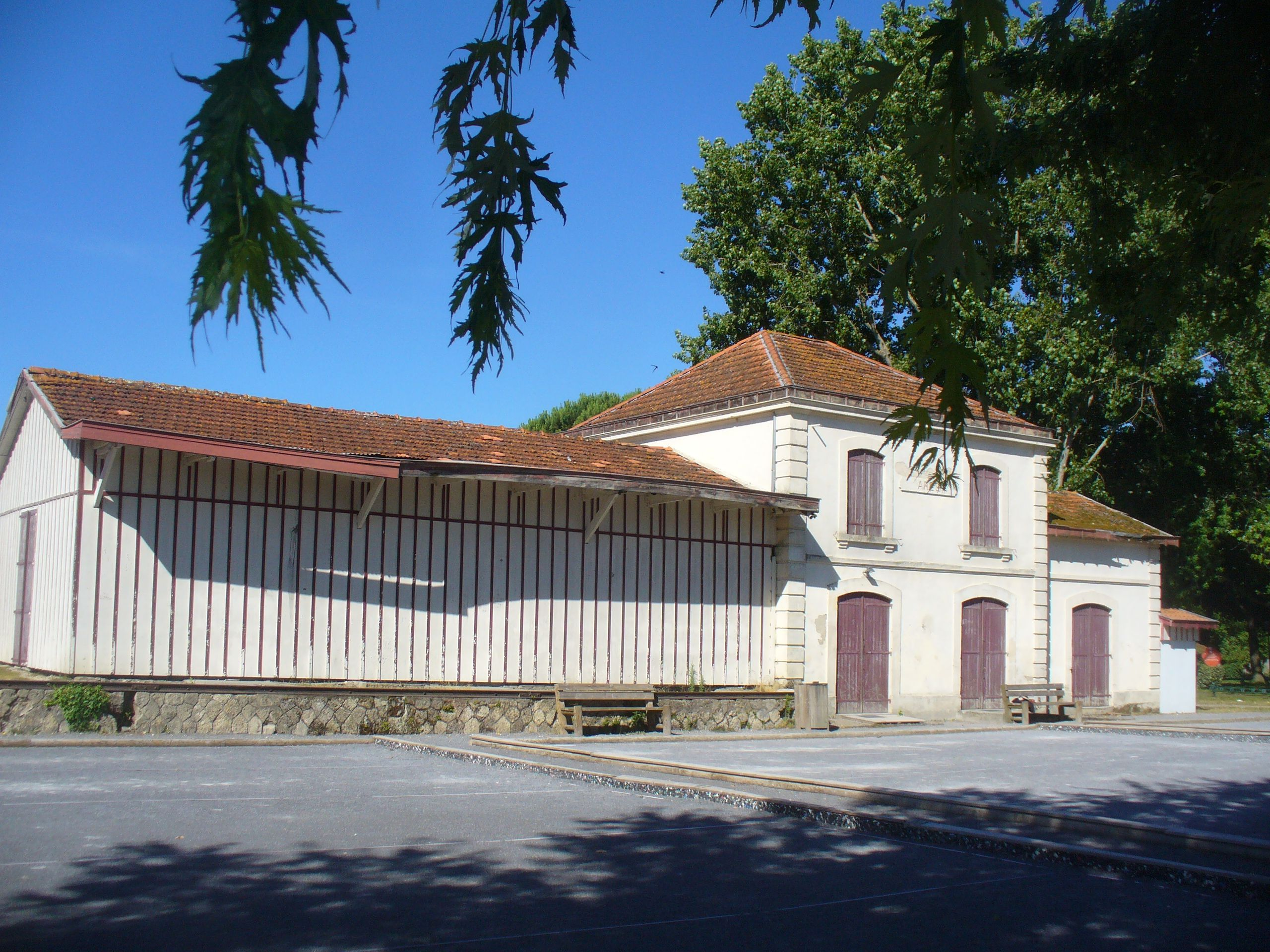
Voormalig station Arès.
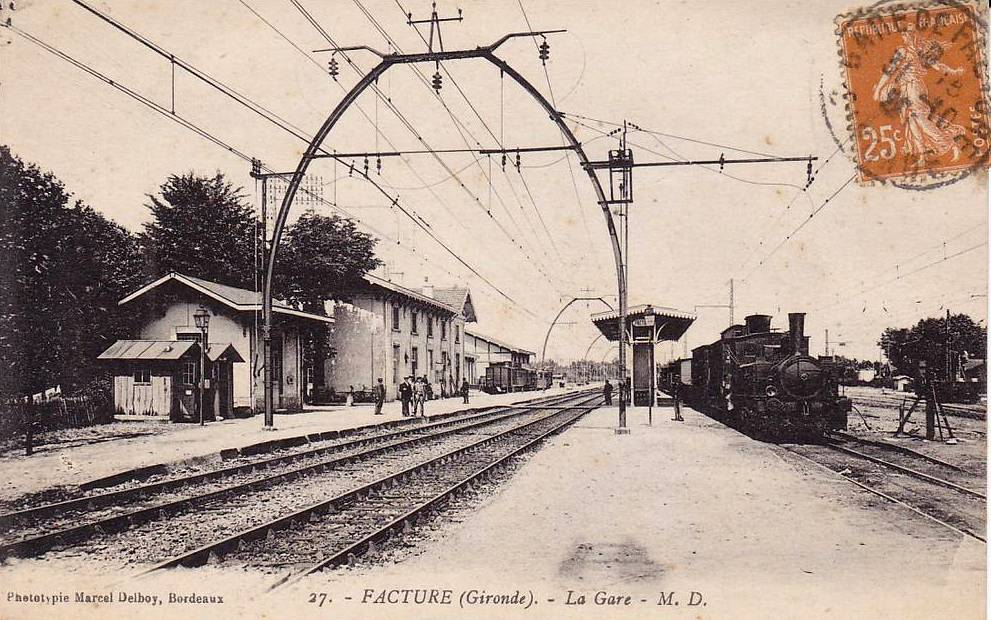
Station Facture begin 19e eeuw.
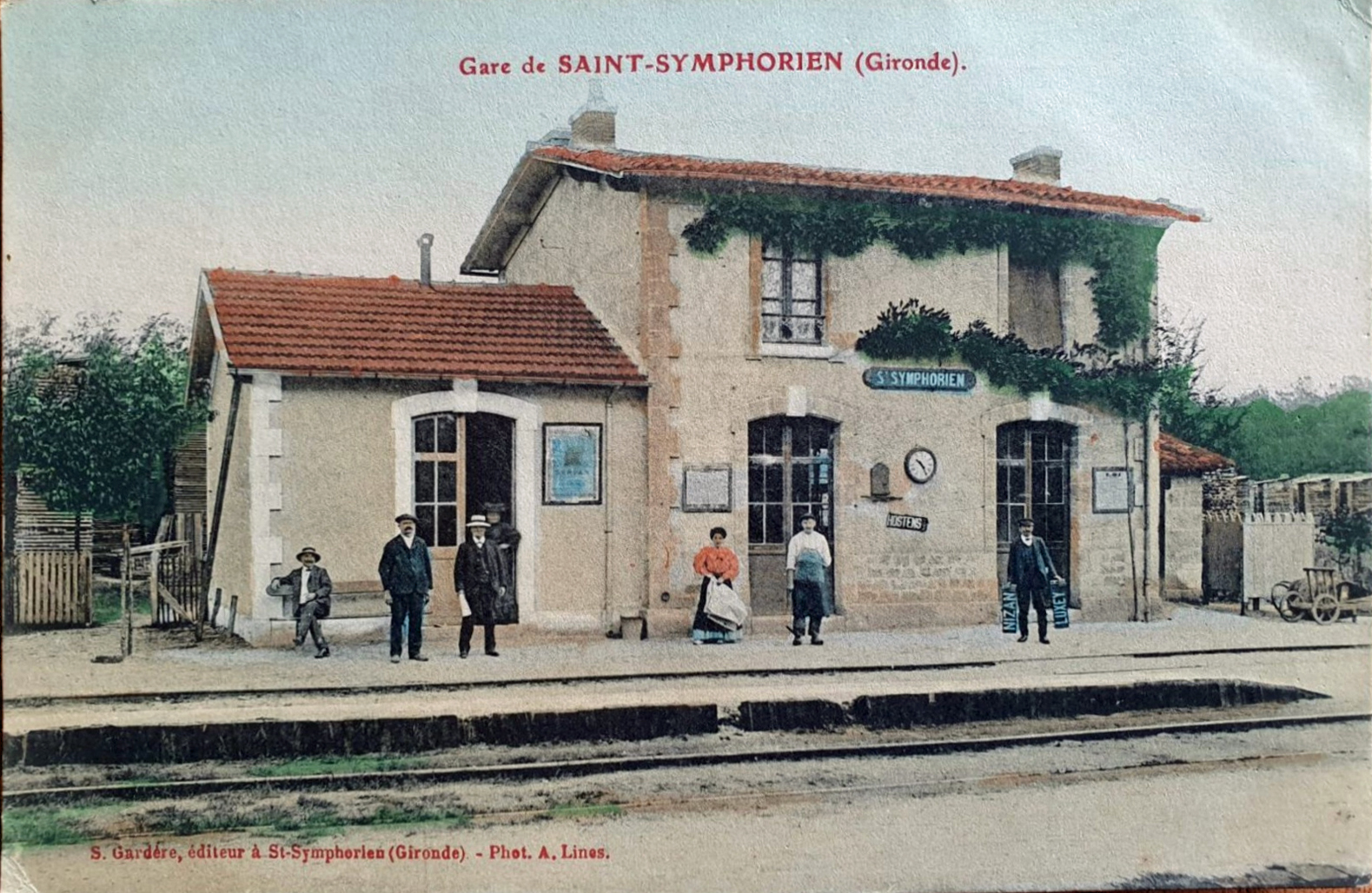
Station Saint-Symphorien rond 1900.